# Malephora
Malephora é um género botânico pertencente à família Aizoaceae.

## Espécies
- Malephora crassa
- Malephora crocea
- Malephora engleriana

1. ↑  «Malephora — World Flora Online». www.worldfloraonline.org. Consultado em 19 de agosto de 2020